# فرانتیشک وسلی
فرانتیشک وسلی (چکی: František Veselý؛ ۷ دسامبر ۱۹۴۳ – ۳۰ اکتبر ۲۰۰۹) بازیکن فوتبال اهل جمهوری چک بود.
از باشگاه‌هایی که در آن بازی کرده‌است می‌توان به دوکلا پراگ، باشگاه فوتبال راپید وین، باشگاه فوتبال اسلاویا پراگ، و باشگاه فوتبال فرست وینا اشاره کرد.
وی همچنین در تیم ملی فوتبال چکسلواکی بازی کرده‌است.